# Val van de Koning
De Val van de Koning is de naam van de lithografie die een schaakpartij weergeeft van Napoleon Bonaparte met zijn generaal Henri Gatien Bertrand op Sint-Helena, de verblijfplaats van Napoleon nadat hij uit Frankrijk verbannen was. De afbeelding staat op een schaakpostzegel uitgegeven in Paraguay in 1978. Schaken was voor de voormalige keizer een aangenaam tijdverdrijf en hij had er toen alle tijd voor. Hij was vermoedelijk een matig schaker.
Bijna alle notaties van zijn partijen zijn verloren gegaan, maar de volgende partij is volgens de legendes door Napoleon gespeeld. Door de schaakhistorici wordt dit echter niet erkend: de partij is hoogstwaarschijnlijk door iemand anders bedacht en aan Napoleon opgedragen.
Napoleon Bonaparte vs. generaal Bertrand, Sint-Helena, 1818.
1. e4 e5
2. Pf3 Pc6
3. d4 (de Schotse opening) Pxd4
4. Pxd4 exd4
5. Lc4 (het Napoleongambiet) Lc5
6. c3 De7
7. 0-0 De5
8. f4 dxc3+
9. Kh1 cxb2
10. Lxf7+ Kd8
11. fxe5 bxa1D
12. Lxg8 Le7
13. Db3 a5
14. Tf8 Lxf8
15. Lg5 Le7
16. Lxe7+ Kxe7
17. Df7+ Kd8
18. Df8 mat zie diagram (1-0)
Napoleon heeft ook een partij tegen de schaakautomaat de Turk gespeeld.